# Christian Gottlieb Gruner
Christian Gottlieb Gruner (* 5. Februar 1816 in Rüdersdorf; † 12. Dezember 1870 ebenda) war ein deutscher Gutsbesitzer und Politiker.

## Leben
Gruner war der Sohn des Amtsschulzen Johann Christoph Gruner in Rüdersdorf und dessen Ehefrau Johanne Dorothea geborene Scheffel. Gruner, der evangelisch-lutherischer Konfession war, heiratete am 8. September 1836 in erster Ehe in Rüdersdorf Johanne Christiane Henriette Schneider (* 28. Juni 1820 in Rüdersdorf; † 18. Mai 1856 ebenda), die Tochter Johann Gottlieb Schneider in Rüdersdorf. Am 19. November 1863 heiratete er in zweiter Ehe in Rüdersdorf Friedericke Wilhelmine Kellberg verw. Weber (* 12. September 1831; † 1. August 1864 in Rüdersdorf), die Witwe des Johann Gottfried Weber in Rüdersdorf.
Gruner war Gutsbesitzer, Amtsschulze und ab 1855 Bürgermeister in Rüdersdorf.
Vom 20. Februar 1856 bis 1857 war er Mitglied im Landtag Reuß jüngerer Linie.